# Anisopteromalus ceylonensis
Anisopteromalus ceylonensis ist ein Hautflügler in der Familie Pteromalidae. Die Art wurde 2010 von dem indischen Entomologen P. M. Sureshan beschrieben. Das Art-Epitheton ceylonensis bezieht sich auf den alten Namen Sri Lankas, der Typlokalität.

## Merkmale
Im Folgenden eine verkürzte Artbeschreibung basierend auf der Veröffentlichung von Sureshan (2010).
Für die Weibchen gilt: Sie sind etwa 2 mm lang. Kopf, Thorax und Coxae sind metallisch-blau. Die Beine sind überwiegend gelbbraun gefärbt. Die distale Hälfte der Tibien und die Tarsen sind weißlich blass gefärbt. Die Augen sind kupferfarbig, die Ocelli silberweiß. Die Fühler sind ziegelfarben. Mandibeln und Tegulae sind braun, die Flügel hyalin mit blassbrauner Aderung. Die Fühler sind deutlich unterhalb der Gesichtsmitte und oberhalb des unteren Augenrandes eingelenkt. Sie weisen 3 Ringglieder (Anelli) auf. Die Funikularglieder weisen mit Ausnahme von F1 zwei Reihen langer Sensillen auf. F1 weist eine einzelne Sensillenreihe auf.
Für die Männchen gilt: Sie sind 1,1–1,4 mm lang. Im Gegensatz zu den Weibchen haben sie einen kleineren Körper, der Gaster ist kurz zusammengedrückt mit einer breiten gelben Fläche, die dorsal bis zur Mitte reicht. Die Fühler sind mehr keulenförmig und haarig, mit 2 Ringgliedern (Anelli) und 6 Funikulargliedern, alle quer ausgerichtet. Funikularglied F1 ist das kürzeste und anelliform. Die Anelli sind quer gerichtet und von gleicher Länge.

## Verbreitung
Die Art wurde in Sri Lanka nachgewiesen.

## Lebensweise
Über die Biologie von Anisopteromalus ceylonensis ist noch nichts bekannt. Allgemein gilt, dass die Vertreter der Gattung Anisopteromalus Ektoparasitoide von Käferlarven und Raupen sind.